# Forêt nationale de Lolo
La forêt nationale de Lolo (anglais : Lolo National Forest) est une forêt fédérale protégée située dans l'ouest de l'État du Montana, ainsi que la frontière ouest de l'Idaho, aux États-Unis.
Elle s'étend sur une surface de 8 000 km2 et inclut 4 zones de nature sauvage : Scapegoat, Bob Marshall se trouvent partiellement dans la forêt, tandis que Welcome Creek et Mission Mountains se trouvent uniquement sur ce sol forestier. La forêt fut créée en 1906 de quatre forêts différentes qui existaient alors, et celles-ci fusionnèrent dans un but administratif. La forêt nationale de Lolo se situe à l'ouest du Continental Divide et bénéficie d'une biodiversité influencé par un climat continental et un climat océanique créant ainsi une forêt qui a un nombre important de plantes différentes et d'espèces d'arbres.
Thuya géant de Californie, mélèze, pin à écorce blanche picea sont les espèces d'abres que l'on peut y retrouver, ainsi que plusieurs variétés de sapins. Au total, il y vit au moins 1500 espèces de plantes, 60 espèces de mammifères, une vingtaine d'espèces de poissons et pas moins de 300 espèces d'oiseaux. Parmi les mammifères vivant dans cette forêt, on y retrouve l'ours brun, l'ours noir, la chèvre des montagnes Rocheuses, le mouflon canadien, le wapiti, l'élan ou encore le cerf hémione. De plus, le pygargue à tête blanche et l'aigle royal y réside, ainsi que le cygne trompette, le grand Héron et une trentaine d'espèces de canards.
La forêt a amélioré une douzaine de campements et 1 100 km de sentiers de randonnée. Il y a plus de 100 lacs et 5 rivières incluant la rivière Flathead.
Missoula est le siège social de cette forêt. La forêt s'étend sur les comtés de Mineral, Missoula, Sanders, Granite, Powell, Lewis et Clark, Flathead et de Ravalli.
Dans la forêt se trouvent un certain nombre de structures inscrites au Registre national des lieux historiques, par exemple l'ancienne station de rangers dite Monture Guard Station, mais également plusieurs tours de guet comme le Cougar Peak Lookout, le Double Arrow Lookout, le Mineral Peak Lookout ou le West Fork Butte Lookout.